# Nazyl Báez Finol
Nazyl Báez Finol (* 20. Mai 1932 in Caracas) ist eine venezolanische Komponistin, Dirigentin und Musikpädagogin.

## Leben
Baéz Finol studierte an der Escuela Superior de Música (Escuela de Música José Ángel Lamas) bei Inocente Carreño, Eduardo Plaza Alfonso, Ángel Sauce, Juan Bautista Plaza, Carmen Teresa Arévalo de Hurtado, Evencio Castellanos und Vicente Emilio Sojo.
Sie dirigierte mehrere Chöre, darunter den Coral Venezuela del Ministerio del Trabajo (1950–58), den Orfeón de la Escuela Normal Miguel Antonio Caro (1953–69), den Orfeón de la Contraloría General de la República (1967–69) und den Kinderchor der Escuela de Música José Ángel Lamas (1975–82). Außerdem war sie Gründerin und Dirigentin des Orfeón del Ministerio de Educación und der Agrupación Polifonía (bis 1964).
Von 1969 bis 1972 war sie Dirigentin des Kammerorchesters der Universidad de Carabobo. Als Gastdirigentin arbeitete sie u. a. mit dem Orquesta Sinfónica de Venezuela, der Filarmónica de Caracas, der Sinfónica Municipal de Caracas und dem Orquesta Filarmónica de Jamaica.
Baéz Finol war seit 1968 aktiv an der Planung der Musikerziehung in Venezuela beteiligt, vertrat das Land bei verschiedenen internationalen Musikkongressen und war Jurorin bei nationalen Musikwettbewerben wie dem Festival de La Voz Liceista de Venezuela (1973) und dem Festival de la Voz Venezolana (1975).
Anlässlich des Besuches von Papst Johannes Paul II. in Venezuela 1985 leitete Baéz Finol einen Chor aus 1.500 Sängern bei der Uraufführung ihrer Misa Caraqueña. Seit 1986 arbeitete sie für die Fundación Vicente Emilio Sojo, zunächst als Leiterin der Abteilung Dokumentation und Archiv, dann als Leiterin der Editionsabteilung; ab 1990 war sie Mitglied im Vorstand der Stiftung. 1983 erhielt sie den Nationalpreis für Musik, 1988 den Premio Vinicio Adames.

## Werke
- Alma, Madrigal für dreistimmigen Chor, 1956
- Como la hoja verde (Text von Manuel Felipe Rugeles) für dreistimmigen Chor, 1956
- En esta hora nuestra (Text von Ramón Hernández Cerrutti) für vierstimmigen Chor, 1956
- La lágrima für dreistimmigen Chor, 1956
- Los Rayos le cuentan al sol (Text von Luis de Góngora y Argote) für dreistimmigen Chor, 1956
- Ruego (Text von Manuel Felipe Rugeles) für dreistimmigen Chor, 1956
- Vuela pensamiento für vierstimmigen Chor, 1956
- Agua, Lied mit Klavierbegleitung, 1956
- Canción de Abril, Lied mit Klavierbegleitung, 1956
- Himno a la madre, Lied mit Klavierbegleitung, 1956
- La estrella, Lied mit Klavierbegleitung, 1956
- La nube de la tarde, Lied mit Klavierbegleitung, 1956
- Tu cabellera, Lied mit Klavierbegleitung, 1956
- Vuelve a soñar, Lied mit Klavierbegleitung, 1956
- Alameda für dreistimmigen Chor, 1957
- Ave regina coelorum für dreistimmigen Chor, 1957
- Benedicamus dominus für vierstimmigen gemischten Chor, 1957
- Communio für dreistimmigen Chor, 1957
- Juego für dreistimmigen Chor, 1957
- La Estrella venida für dreistimmigen Chor, 1957
- Mariposas für dreistimmigen Chor, 1957
- Ruiseñor no era del alba für dreistimmigen Chor, 1957
- Cuarteto en re, 1958
- Sonata para flauta y piano, 1958
- Voz nueva, Lied mit Klavierbegleitung, 1962
- Himno a la normal Miguel Antonio Caro, Lied mit Klavierbegleitung, 1964
- La niña pinta una casa (Text von Manuel Felipe Rugeles), Lied mit Klavierbegleitung, 1973
- Misa caraqueña für gemischten Chor und Orgel, 1984
- Canción amatoria (Text von Leopoldo Márquez Muñoz Tebar) für vierstimmigen gemischten Chor, 1987
- Ave María für dreistimmigen Chor, 1988

| Personendaten    | Personendaten                                             |
| ---------------- | --------------------------------------------------------- |
| NAME             | Báez Finol, Nazyl                                         |
| KURZBESCHREIBUNG | venezolanische Komponistin, Dirigentin und Musikpädagogin |
| GEBURTSDATUM     | 20. Mai 1932                                              |
| GEBURTSORT       | Caracas                                                   |